# Nomada tenella
Nomada tenella är en biart som beskrevs av Alexander Mocsáry 1883.
Nomada tenella ingår i släktet gökbin och familjen långtungebin. Inga underarter finns listade i Catalogue of Life.